# إدي بيل (لاعب كرة قدم أمريكية)
إدي بيل (بالإنجليزية: Eddie Bell)‏ هو لاعب كرة قدم أمريكية أمريكي، ولد في 13 سبتمبر 1946 في واكو في الولايات المتحدة.

## وصلات خارجية
- إدي بيل على موقع مرجع كرة القدم المحترفة.كوم (الإنجليزية)